# SimilarWeb
Similarweb Ltd (già SimilarGroup) è una società di informatica fondata nel marzo del 2009 da Or Offer. Dalla sua sede centrale a Londra, nel Regno Unito, Similarweb fornisce servizi di web analytics, data mining e business intelligence ad aziende internazionali. Attraverso la sua piattaforma principale chiamata Similarweb, utilizza tecnologie big data per raccogliere, misurare, analizzare e fornire statistiche sul coinvolgimento dell'utente per siti web e app.

## Storia della Società
Or Offer ha fondato Similarweb con Nir Cohen il 3 marzo del 2009 a Tel Aviv, Israele. Successivamente la società ha spostato la propria sede centrale a Londra, nel Regno Unito. Il 31 maggio del 2010 la società ha raccolto 1,1 milioni di dollari in un giro di investimenti di Serie A guidato da Yossi Vardi, International Management, Liron Rose e Omer Kaplan. Il 29 gennaio del 2013 la società ha raccolto altri 2,5 milioni di dollari, chiudendo con un'estensione ulteriore di 3,5 milioni di dollari del suo round di Serie B del 24 settembre guidato da David Alliance, Moshe Lichtman e con la partecipazione degli investitori esistenti Docor International Management. Il 24 febbraio del 2014 il gigante sudafricano dei media Naspers ha investito 18 milioni di dollari di fondi Serie C in Similarweb. Meno di un mese dopo, Similarweb ha usato una parte del capitale per l'acquisizione della società israeliana in fase iniziale TapDog, al costo di alcuni milioni di dollari in azioni e contanti, a meno di un anno dalla sua costituzione. A novembre 2014, Similarweb ha annunciato di aver raccolto fondi per la propria espansione globale e per lo sviluppo delle proprie prospettive mobile e piattaforma di app mobile. Naspers e Lord David Alliance hanno contribuito a questa iniziativa con un investimento di serie D di 15 milioni di dollari. Tra i clienti più importanti dell'azienda ci sono PayPal, eBay Inc., Flipkart, Adidas e altri.
Nel marzo 2024, Similarweb ha acquisito Admetricks per espandere la propria offerta di intelligence pubblicitaria.

## Tecnologia
Nel giugno del 2013, Similarweb ha rilasciato Similarweb PRO, una versione avanzata di Similarweb gratuita e di uso generale. In aggiunta, Similarweb fornisce i suoi dati sotto forma di API. Similarweb impiega dati estratti da quattro fonti principali: 1) un gruppo di navigatori in rete composto da milioni di utenti anonimi dotati di un portfolio di app, plugin dei browser, estensioni del desktop e software; 2) ISP globali e locali; 3) Traffico internet misurato direttamente da un learning set di siti selezionati e destinato ad algoritmi di valutazione specializzati; 4) Una colonia di web crawler che scansionano tutto il web.